# Ilha Comprida
Ilha Comprida est une municipalité brésilienne de l'État de São Paulo. C'est une ville côtière située à 24º44'28" de latitude sud et 47º32'24" de longitude ouest, étant à une altitude au niveau de la mer. Elle est située dans la mésorégion de la côte sud de São Paulo et dans la microrégion du Registro à Vale do Ribeira, à 209 km de la capitale de l'État. Son territoire long et étroit a une superficie de 192,09 km², et sa population mesurée par l'IBGE lors du recensement de 2020 était de 11 362 habitants, ce qui donne une densité démographique de 47 habitants/km². Dans l'estimation de l'IBGE pour 2018, la population calculée était de 10 965 habitants, ce qui donne une densité démographique estimée à 52,59 habitants/km².